# Ombre del passato (film 1991)
Ombre del passato (Shadows of the Past) è un film per la televisione canadese del 1991 diretto da Gabriel Pelletier.